# أدب سنسكريتي

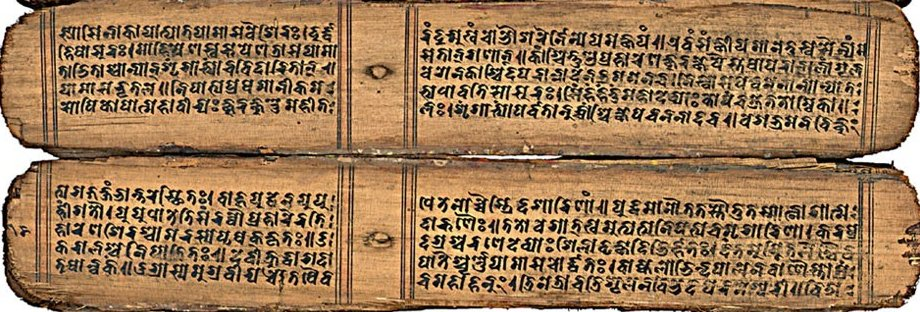
نص سنسكريتي

الأدب السنسكريتي يعود الأدب السنسكريتي إلى النصوص المؤلّفة باللغة السنسكريتية منذ الألفية الثانية قبل الميلاد. وترتبط العديد من النصوص الشهيرة بالديانات الهندية، مثل الهندوسية والبوذية والجاينية، وكانت تكتب أيضًا في الهند القديمة. ومع ذلك، كانت منتشرة في وسط وشرق وجنوب شرق آسيا وشملت أعمال المؤلفين العلوم الدنيوية (المدنية) والفنون. كانت الأعمال المبكرة للأدب السنسكريتي تورّث عبر التراث الشفوي لقرون قبل أن تُكتَب على شكل مخطوطات كتابية.

## النصوص الهندوسية
النصوص الهندوسية السنسكريتية هي مخطوطات وأدب تاريخي متعلق بأيّ من التقاليد المتنوعة داخل الهندوسية. هناك نصوص قليلة تتشارك في المصادر عبر هذه المعتقدات ولها مكانة، بصورةٍ عامة، ككتابات هندوسية. وتشمل شروتي، وهي الفيدات والأبانيشاد. العديد من الأعمال الأدبية مثل البهاغافاد غيتا وآغاما كالكتاب المقدس الهندوسي، في حين تنضم أعمال دومينيك غودبال باغفاتا بورانا وياجنافالكيا سمريتي إلى قائمة الكتب المقدسة الهندوسية.
نصوص سمريتي السنسكريتية هي مجموعة مميزة من النصوص الهندوسية المنسوبة إلى خالق، باعتبارها عملًا مشتقًا يعتبرون أقل موثوقية من سريتي في الهندوسية. إن أدب السمرتي هو مجموعة ضخمة من النصوص المتنوعة، ويشمل على سبيل المثال لا الحصر الفيدانجا، والملاحم الهندوسية، وسورتاس وشاستراس، ونصوص الفلسفات الهندوسية، وبورانا، وكافيا أو الأدب الشاعري، وفايساس، والعديد من نيباندهاس (مجموعة قوانين) التي تغطي السياسة والأخلاق والثقافة والفنون والمجتمع.
تمّ تأليف العديد من النصوص الهندوسية القديمة والمتعلقة بالعصور الوسطى باللغة السنسكريتية، والعديد غيرها بلغات هندية محلية. في العصر الحديث، تُرجِمَت معظم النصوص القديمة إلى لغات هندية أخرى وبعضها باللغات الغربية. قبل بداية التاريخ الميلادي (ولادة السيد المسيح)، كانت النصوص الهندوسية تُجمَع شفويًا، ثم تُحفَظ عن ظهر قلب وتُنقَل شفويًا، من جيل إلى آخر، لأكثر من ألف عام قبل أن تكتب في المخطوطات. هذا التقليد اللفظي من الحفاظ على النصوص الهندوسية ونقلها، من جيل إلى آخر، استمر أيضًا في العصر الحديث.

## النصوص الجاينية
تاتفارثا سورتا هو نص جايني مكتوب باللغة السنسكريتية. وتعتبر واحدة من أقدم الكتب وأكثرها موثوقية في الجاينية، والنص الوحيد موثوق به لدى كل من طائفتي ديجامبارا وسفيتامبارا.

## الأدب السنسكريتي الحديث
يستمر الأدب باللغة السنسكريتية في الإنتاج. ومع ذلك هذه الأعمال لديها عدد قليل جدًا من القراء. في مقدمة سودوسي: مختارات من الشعراء السنسكريتين المعاصرين (1992)، كتب رادهافالاف تريباثي :
«تشتهر السنسكريتية بأدبها الكلاسيكي، على الرغم من استمرار النشاط الإبداعي في هذه اللغة دون توقف من عصر القرون الوسطى حتى اليوم. [...] وبناءً على ذلك، تعاني الكتابة السنسكريتية المعاصرة من إهمال سائد.»
معظم الشعراء السنسكريتين الحاليين يعملون كمعلمين، إما عالم (فقيه) في باثاسلاس أو أساتذة الجامعات. ومع ذلك، يشير تريباثي أيضًا إلى غزارة الأدب السنسكريتي المعاصرة:
«من ناحية أخرى، فإنّ عدد المؤلفين الذين يبدو أنّهم متحمّسون للغاية للكتابة باللغة السنسكريتية خلال هذه الأيام لا يكاد يذكر. [...] ناقش الدكتور رامجي أبداهيا في بحثه عن الدراما السنسكريتية الحديثة أكثر من 400 مسرحيّة باللغة السنسكريتية كتبت ونشرت خلال القرنين التاسع عشر والعشرين. في أطروحة تتعامل مع السنسكريتية ماهاكافياس كُتبت في عقد واحد، بين عامي 1961-1970، لاحظ الباحث 52 قصيدة ملحمية باللغة السنسكريتية أنتجت في ذلك العقد.»
وبالمثل، يخمّن كتاب Prajapati (2005)، في الأدب السنسكريتي في مرحلة ما بعد الاستقلال: نظرة عامة انتقادية، أنّ أكثر من 3000 عمل باللغة السنسكريتية أُنِتجت في الفترة التي أعقبت استقلال الهند (أي منذ عام 1947) وحدها. علاوةً على ذلك، يتم الحكم على الكثير من هذه الأعمال على أنّها ذات جودة عالية، سواء بالمقارنة مع الأدب السنسكريتي الكلاسيكي، أو بالأدب الحديث في اللغات الهندية الأخرى.
منذ عام 1967، حصلت أكاديمية الهند الوطنية على جائزة لأفضل عمل إبداعي كتب في تلك السنة في اللغة السنسكريتية. وفي عام 2009، أصبح ساتافرات شاستري أوّل مؤلف سنسكريتي يفوز بجائزة جنانبيث، وهي أعلى جائزة أدبية في الهند. وكتب فيديادهار شاستري قصيدتين ملحميتين (ماكاكافيا)، وسبع قصائد قصيرة، وثلاث مسرحيات وثلاث أغنيات من الثناء (ستافانا كافيا)، وحصل على جائزة فيديافاكشباتي في عام 1962. وتتضمن قائمة الملحنين السنسكريتيين أبهراج راجندرا ميشرا (المعروف باسم تريفيكي كافي، ملحن قصص قصيرة والعديد من الأنواع الأخرى من الأدب السنسكريتية)، و جاجدغورو رامبهادراشاريا (المعروف باسم كافيكولاراتنا، ملحن ملاحم والعديد من الأعمال البسيطة والشروح على).